# Веннола, Юхо
Юхо Веннола (фин. Juho Heikki Vennola; 19 июня 1872, Оулу — 3 декабря 1938, Хельсинки) — государственный и политический деятель Финляндии, член Национальной прогрессивной партии, представляющей интересы либеральной интеллигенции.  Премьер-министр Финляндии (1919—1920).

## Биография
По образованию экономист, работал профессором национальной экономики в Хельсинкском университете.

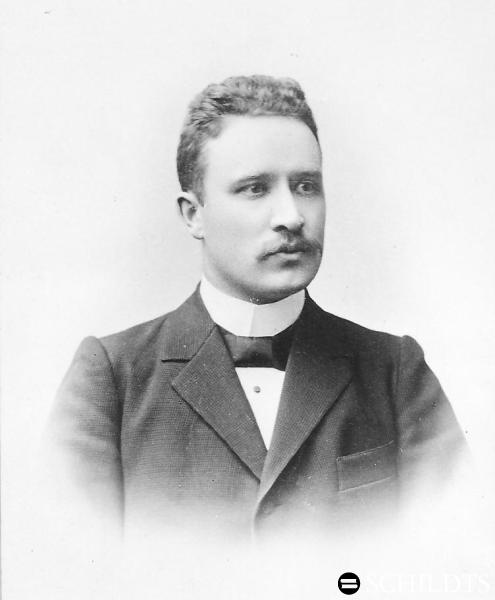
Юхо Хейкки Веннола (≈ 1900)

Член парламента Финляндии с 1919 по 1930, дважды возглавлял правительство Финляндии (с 15 августа 1919 по 15 марта 1920 и с 9 апреля 1921 по 2 июня 1922), а также исполнял обязанности премьер-министра во втором правительстве Свинхувуда с 18 февраля по 21 марта 1931.
В качестве представителя Финляндии участвовал в переговорах о заключении Тартуского мирного договора с РСФСР. Падение кабинета Веннолы в 1922 году было вызвано отказом парламента ратифицировать Варшавское соглашение об образовании Балтийского союза, автором которого являлся тогдашний глава МИДа Эйно Рудольф Холсти.
Кроме того, Веннола занимал должности помощника министра казначейства (1918—1919), министра торговли и промышленности (1919), министра иностранных дел в кабинете агрария Кюёсти Каллио (1922—1924) и министра казначейства (1930—1931).